# My Town
My Town è il terzo album in studio del duo di musica country statunitense Montgomery Gentry, pubblicato nel 2002.

## Tracce
1. My Town (Reed Nielsen, Jeffrey Steele) - 4:25
2. Break My Heart Again (Tim Owens, Kenny Beard, Jeff Bates) - 4:02
3. Scarecrow (Matt Hendrix, Doug Powell) - 3:21
4. Bad for Good (Brett Beavers, Troy VonHoefen, Jim Beavers) - 3:00
5. Speed (Steele, Chris Wallin) - 3:59
6. Hell Yeah (Craig Wiseman, Steele) - 4:50
7. Lonesome (Beard, Casey Beathard, Frank Rogers) - 4:22
8. Why Do I Feel Like Running (Al Anderson, Rivers Rutherford) - 4:00
9. Free Fall (Chuck Jones, Wes Hightower, Jimmy Ritchey) - 3:54
10. Lie Before You Leave (Tom Shapiro, Rutherford) - 4:13
11. For the Money (Rutherford, Annie Tate, Sam Tate) - 4:01
12. Good Clean Fun (Gregg Allman, Dickey Betts, Johnny Neel) - 5:23